# Eishockey-Oberliga

Oberliga Nord
Oberliga Süd

Die Oberliga ist zurzeit die dritthöchste Eishockeyspielklasse in Deutschland und wird vom Deutschen Eishockey-Bund in zwei regionalen Gruppen durchgeführt. Historisch war die Oberliga in der Bundesrepublik Deutschland von 1948 bis 1958 die höchste Spielklasse, bevor sie von der Eishockey-Bundesliga abgelöst wurde. In der Deutschen Demokratischen Republik war die Oberliga von 1952 bis 1990 die höchste Spielklasse.

## Oberliga als höchste Spielklasse der BRD 1948 bis 1958
Die Eishockey-Oberliga war zwischen 1948 und 1958 die höchste Eishockey-Spielklasse in der Bundesrepublik Deutschland. Mit Einführung der Eishockey-Bundesliga wurde die Oberliga ab 1958 zur zweithöchsten Spielklasse.

## DDR-Oberliga 1952 bis 1990
In der Deutschen Demokratischen Republik war von der Saison 1952/53 bis zur letzten DDR-Meisterschaft 1989/90 die Oberliga die höchste Spielklasse. Ab 1970 spielten allerdings nur noch zwei Mannschaften, Dynamo Berlin und Dynamo Weißwasser, die Oberliga aus. Zur Wiedervereinigung wurden die beiden Mannschaften zur Saison 1990/91 in die Bundesliga aufgenommen.

## Oberliga als zweite/dritte Spielklasse 1958 bis 1994
Zur Saison 1958/59 wurde die Eishockey-Bundesliga als neue höchste Spielklasse im deutschen Eishockey eingeführt. Die Oberliga wurde damit zur zweithöchsten Spielklasse. Von 1966 bis 1970 wurde die Oberliga in zwei Gruppen Nord und Süd eingeteilt, wobei sich die Südgruppe auf die Bundesländer Baden-Württemberg und Bayern, die Nordgruppe auf den Rest des Bundesgebietes erstreckt.
| Jahr | Deutscher Oberligameister |
| ---- | ------------------------- |
| 1959 | VfL Bad Nauheim           |
| 1960 | TuS Eintracht Dortmund    |
| 1961 | ESV Kaufbeuren            |
| 1962 | EV Landshut               |
| 1963 | EV Landshut               |
| 1964 | TuS Eintracht Dortmund    |
| 1965 | Preussen Krefeld          |
| 1966 | Berliner Schlittschuhclub |
| 1967 | Augsburger EV             |
| 1968 | SC Riessersee             |
| 1969 | ESV Kaufbeuren            |
| 1969 | ESV Kaufbeuren            |
| 1970 | EV Rosenheim              |
| 1971 | Preussen Krefeld          |
| 1972 | Berliner Schlittschuhclub |
| 1973 | Kölner EC                 |

Mit der Einführung der 2. Eishockey-Bundesliga 1973 wurde die Oberliga zur dritthöchsten Spielklasse, erneut eingeteilt in die Gruppen Nord (gelegentlich auch als Nord/West bezeichnet) und Süd. Die Aufsteiger in die 2. Bundesliga wurden in einer gemeinsamen Aufstiegsrunde der jeweils besten zwei Mannschaften ermittelt. Ab 1981 spielten die besten Mannschaften der beiden Gruppen in einer Relegationsrunde mit den schlechtesten Mannschaften der 2. Bundesliga um den Aufstieg/Verbleib in der 2. Bundesliga. Ab 1985 gab es zusätzlich eine Oberliga Mitte für Vereine aus Baden-Württemberg, Hessen, Rheinland-Pfalz und dem Saarland, die jedoch 1987 wieder eingestellt wurde.
| Jahr | Deutscher Oberligameister                                        |
| ---- | ---------------------------------------------------------------- |
| 1974 | EC Peiting                                                       |
| 1975 | TSV Straubing                                                    |
| 1976 | EV Landsberg                                                     |
| 1977 | ERC Freiburg                                                     |
| 1978 | RSC Bremerhaven                                                  |
| 1979 | Deggendorfer SC                                                  |
| 1980 | Hamburger SV                                                     |
| 1981 | Eintracht Frankfurt (Nord) / Augsburger EV (Süd)                 |
| 1982 | Eintracht Frankfurt                                              |
| 1983 | SV Bayreuth                                                      |
| 1984 | EC Bad Nauheim                                                   |
| 1985 | SC Solingen                                                      |
| 1986 | EHC 80 Nürnberg                                                  |
| 1987 | EC Ratingen (Nord) / EV Stuttgart (Mitte) / ERC Ingolstadt (Süd) |
| 1988 | ERC Sonthofen                                                    |
| 1989 | ECD Sauerland                                                    |
| 1990 | EV Ravensburg                                                    |
| 1991 | SC Memmingen                                                     |
| 1992 | ETC Timmendorfer Strand                                          |
| 1993 | Frankfurter ESC                                                  |
| 1994 | EC Bad Tölz                                                      |

## 1. und 2. Liga 1994 bis 1999
Mit Einführung der Deutschen Eishockey Liga (DEL) als Profiliga zur Saison 1994/95 wurden im Amateurbereich die 1. Liga und die 2. Liga eingeführt. Beide Ligen wurden jeweils in die Gruppen Nord und Süd eingeteilt. Die Mannschaften der Oberliga 1993/1994 bildeten dabei die Basis für die 1. Liga. Die beiden 1. Ligen spielten in gemeinsamen Play-offs den Deutschen Amateurmeister aus, welcher sich um die Aufnahme in die DEL bewerben konnte.
In der Saison 1997/98 führte der Mangel an interessierten Vereinen zur Abschaffung der 2. Liga Nord und zur gleichzeitigen Aufstockung der 2. Ligenstufe im Norden mit den verbliebenen Mannschaften. Die 2. Liga Süd blieb weiter bestehen. Als zur Saison 1998/99 die Eishockey-Bundesliga (ab 1999 2. Eishockey-Bundesliga genannt), als eingleisige zweithöchste Spielklasse eingeführt wurde, wurde die 1. Liga zur dritthöchsten Spielklasse.
| 1. Liga | 1. Liga         | 1. Liga                 | 1. Liga     | 2. Liga | 2. Liga                 | 2. Liga             | 2. Liga     |
| ------- | --------------- | ----------------------- | ----------- | ------- | ----------------------- | ------------------- | ----------- |
| Saison  | Meister         | Vizemeister             | Spielklasse | Saison  | Meister                 | Vizemeister         | Spielklasse |
| 1994/95 | EHC Freiburg    | ETC Timmendorfer Strand | II.         | 1994/95 | Grefrather EV           | EC Ulm/Neu-Ulm      | III.        |
| 1995/96 | ESC Wedemark    | EC Bad Tölz             | II.         | 1995/96 | Limburger EG            | ERC Ingolstadt      | III.        |
| 1996/97 | EHC Neuwied     | TSV Erding              | II.         | 1996/97 | SC Bietigheim-Bissingen | Braunlager EHC/Harz | III.        |
| 1997/98 | EHC Neuwied     | EC Bad Nauheim          | II.         | 1997/98 | Braunlager EHC/Harz     | EV Regensburg       | III.        |
| 1998/99 | REV Bremerhaven | SC Bietigheim-Bissingen | III.        | 1998/99 | EHC Bad Aibling         | EC Peiting          | IV.         |

## Oberliga 1999 bis 2010
Zur Saison 1999/2000 wurde die 1. Liga wieder in Oberliga umbenannt. Die Oberliga wurde weiterhin in zwei Gruppen Nord und Süd ausgespielt. Die Oberliga Nord wurde von den für diese Gruppe verbliebenen Teilnehmer 2001 aufgelöst, die restlichen Nord-Clubs Ratinger Ice Aliens und SC Mittelrhein-Neuwied spielten für eine Saison in der Oberliga Süd.
Im Sommer 2002 wurde die Organisation der Oberliga und der 2. Bundesliga vom Deutschen Eishockey-Bund in die Eishockeyspielbetriebsgesellschaft ausgelagert, in die die Lizenznehmer als Gesellschafter aufgenommen werden. Zur Saison 2002/03 wurde die Liga um die Mannschaften der aufgelösten Regionalliga Süd aufgestockt und in den Gruppen Süd-West für Südbayern, Baden-Württemberg und Westdeutschland und Süd-Ost (später Nord-Ost genannt) für Nord-Bayern und Ostdeutschland ausgespielt. Die Oberliga verlor aber weiterhin aus wirtschaftlichen Gründen Vereine, so dass sie ab 2005 eingleisig ausgespielt wurde. Ab 2007 wurde die Oberliga wieder in die Gruppen Nord und Süd eingeteilt, wobei jedoch zusätzliche Spiele zwischen den Gruppen ausgetragen wurden. Ab der Saison 2009/10 war die komplette Trennung in die Gruppen Süd und Nord geplant; nach dem Rückzug mehrerer Nordclubs wurde die Liga aber in der Saison 2009/10 erneut eingleisig ausgetragen.
| Saison    | Oberligameister         | Oberligameister      |
| --------- | ----------------------- | -------------------- |
| 1999/2000 | EV Duisburg (Nord)      | EHC Straubing (Süd)  |
| 2000/01   | EHC Wolfsburg (Nord)    | EV Regensburg (Süd)  |
| 2001/02   | EV Landshut             | EV Landshut          |
| 2002/03   | 1. EV Weiden            | 1. EV Weiden         |
| 2003/04   | REV Bremerhaven         | REV Bremerhaven      |
| 2004/05   | Dresdner Eislöwen       | Dresdner Eislöwen    |
| 2005/06   | EV Landsberg 2000       | EV Landsberg 2000    |
| 2006/07   | Heilbronner Falken      | Heilbronner Falken   |
| 2007/08   | Dresdner Eislöwen       | Dresdner Eislöwen    |
| 2008/09   | Hannover Indians (Nord) | ESV Kaufbeuren (Süd) |
| 2009/10   | Starbulls Rosenheim     | Starbulls Rosenheim  |

## Oberliga 2010 bis 2015

Geographische Einteilung der vier Oberligagruppen von 2010 bis 2015; Rot: Gruppe Ost, Orange: Gruppe Süd, Blau: Gruppe Nord, Grün: Gruppe West

Nachdem die Zweiteilung der Oberliga in den Vorjahren nicht zu Stande kam, einigten sich DEB, ESBG und Landesverbände auf eine Reform der Oberligen und Regionalligen, die am 27. März 2010 durch eine Satzungsänderung des DEB umgesetzt wurde. Ab der Saison 2010/11 wurde die Oberliga nicht mehr von der ESBG ausgerichtet und in vier regionalen Gruppen Nord, Ost, West und Süd ausgespielt. Dabei bestanden die Oberligen Nord und Ost im Wesentlichen aus den Teilnehmern der Regionalligen Nord und Ost der Saison 2009/10. Die Oberliga Süd bestand aus sieben der bisherigen elf Mannschaften der Oberligasaison 2009/10, zwei Aufsteigern aus der Bayernliga und einem Absteiger aus der 2. Bundesliga. Die Oberliga West wurde aus den drei Oberligisten aus Nordrhein-Westfalen und Hessen sowie sechs Mannschaften aus der Regionalliga West gebildet. Die besten Mannschaften der Gruppen Nord, West und Ost, spielten nach der Vorrunde eine gemeinsame Zwischenrunde aus. Die besten Vereine der Zwischenrunde und der Gruppe Süd spielten in einer Aufstiegsrunde den Meister und Aufsteiger in die 2. Bundesliga aus.
Grundlegende Regelungen waren in allen Gruppen gleich: es waren je Mannschaft zwei kontingentkartenpflichtige (ausländische) Spieler erlaubt, jedoch keine Torhüter. Auf dem Spielberichtsbogen konnten maximal 15 Spieler über 21 Jahre erscheinen. Gespielt wurde im 3-Mann-Schiedsrichter-System und mit 3-Punkte-Regelung mit Verlängerung bzw. Penaltyschießen nach einem Unentschieden.
Die Gruppe Süd wurde vom DEB und die Gruppe West vom LEV NRW veranstaltet. Die Gruppe Nord wurde anfangs vom LEV Niedersachsen ausgerichtet, seit 2013 wurde sie ebenfalls vom DEB veranstaltet. Die Gruppe Ost war ursprünglich dem Berliner Eissport-Verband unterstellt. 2014 wollte der DEB die Vereine der Oberliga Ost in die Gruppe Nord eingliedern. Nach Protesten der beteiligten Vereine wurde im Juni 2014 der Spielbetrieb der Oberliga Ost vom Landesverband Sachsen-Anhalt übernommen. In der Saison 2014/15 spielten die Gruppen Ost und West eine gemeinsame Endrunde unter dem Namen Oberliga Mitte aus. Bereits in dieser Saison wurde eine gemeinsame Nord/Süd-Liga zwischen dem DEB und den Landesverbänden unter dem Projektnamen Oberliga 2017 diskutiert.
| Jahr | Oberligameister | Nord                       | Ost                 | West            | Süd          |
| ---- | --------------- | -------------------------- | ------------------- | --------------- | ------------ |
| 2011 | SC Riessersee   | Rostock Piranhas           | Saale Bulls Halle   | EHC Dortmund    | Tölzer Löwen |
| 2012 | Tölzer Löwen    | Rostock Piranhas           | Saale Bulls Halle   | EHC Dortmund    | EC Peiting   |
| 2013 | RT Bad Nauheim  | EHC Timmendorfer Strand 06 | Saale Bulls Halle   | Kassel Huskies  | EC Peiting   |
| 2014 | –               | Hannover Scorpions         | Icefighters Leipzig | Löwen Frankfurt | VER Selb     |
| 2015 | EHC Freiburg    | Hannover Scorpions         | Icefighters Leipzig | Füchse Duisburg | EHC Freiburg |

## Oberliga seit 2015
| Saison  | Nord | Süd |
| ------- | ---- | --- |
| 2015/16 | 18   | 11  |
| 2016/17 | 16   | 12  |
| 2017/18 | 14   | 12  |
| 2018/19 | 13   | 12  |
| 2019/20 | 12   | 12  |
| 2020/21 | 13   | 13  |
| 2021/22 | 14   | 12  |
| 2022/23 | 15   | 13  |
| 2023/24 | 12   | 13  |
| 2024/25 | 12   | 13  |
| 2025/26 | 12   | 14  |

Mit einer Satzungsänderung wurde im April 2014 die Oberliga wieder vollständig dem DEB unterstellt. Die Oberliga wird seither in zwei Gruppen Nord und Süd ausgespielt. In den gemeinsamen Play-offs wird der Aufsteiger in die DEL2 ausgespielt.
Für die Saison 2015/16 konnten sich die bisherigen Clubs der Gruppen Nord, Ost und West für die neue Oberliga Nord bewerben. Die Gruppe Nord startete mit 18 Mannschaften und sollte ab der Saison 2016/17 auf 16 Mannschaften verkleinert werden. Der niederländische Rekordmeister Tilburg Trappers wechselte von der Eredivisie in die Oberliga Nord. Der EHV Schönheide 09 wurde aus dem Osten in den Süden umgruppiert. Die Gruppe Süd umfasste 11 Mannschaften.
Seit der Saison 2016/17 wurde die Oberliga Süd mit der Bayernliga über die Verzahnungsrunde zur Relegation verknüpft. Während in der Saison 2016/17 in der Oberliga Nord noch 16 Vereine und in der Oberliga Süd noch 12 Vereine die Saison bestritten, waren es in der darauf folgenden Saison 2017/18 im Norden nur noch 14 der angestrebten 16 Vereine, da die zum Aufstieg berechtigten Vereine aus den Regionalligen aufgrund finanzieller Gründe auf den Aufstieg verzichteten.
Seitdem sind für die Oberliga Nord aufstiegsberechtigt – die Meister der Regionalligen West, Nord und Ost (für den Fall, dass der Meister der Regionalliga Ost aufgrund seiner geographischen Lage nicht in die Oberliga Süd aufgenommen wird). Für die Oberliga Süd sind der Meister der Regionalliga Südwest und die ersten zwei Mannschaften aus der Verzahnungsrunde der Bayernliga aufstiegsberechtigt.
Zur Saison 2018/19 waren es mangels Teilnehmer in der Oberliga Nord – inklusive Tilburg – nur noch 13 und in der Oberliga Süd weiterhin 12 Vereine, die zur Meisterschaft antraten.
| Jahr | Oberligameister     | Nord               | Süd                |
| ---- | ------------------- | ------------------ | ------------------ |
| 2016 | Tilburg Trappers    | Füchse Duisburg    | EV Regensburg      |
| 2017 | Tilburg Trappers    | Herner EV 2007     | Tölzer Löwen       |
| 2018 | Tilburg Trappers    | Tilburg Trappers   | Deggendorfer SC    |
| 2019 | EV Landshut         | Tilburg Trappers   | EC Peiting         |
| 2020 | –                   | Tilburg Trappers   | EV Regensburg      |
| 2021 | VER Selb            | Hannover Scorpions | VER Selb           |
| 2022 | EV Regensburg       | MEC Halle 04       | 1. EV Weiden 1985  |
| 2023 | Starbulls Rosenheim | Hannover Scorpions | 1. EV Weiden       |
| 2024 | 1. EV Weiden        | Hannover Scorpions | 1. EV Weiden       |
| 2025 | Bietigheim Steelers | Tilburg Trappers   | Heilbronner Falken |
| 2026 |                     |                    |                    |